# Cyclyrius mandersi
Cyclyrius mandersi är en fjärilsart som beskrevs av Druce 1907. Cyclyrius mandersi ingår i släktet Cyclyrius och familjen juvelvingar. Inga underarter finns listade i Catalogue of Life.